# Fermate il boia
Fermate il boia (titolo orig. Mrs McGinty's Dead) è un romanzo poliziesco di Agatha Christie, pubblicato nel 1952. In quest'avventura compaiono sia l'investigatore belga Hercule Poirot che la sua amica, la scrittrice Ariadne Oliver. Si può dire che da qui inizi la fase finale di Poirot, nella quale la Oliver gioca una larga parte. Che intrattiene il lettore con le sue osservazioni argute e comiche, provvedendo a darne un tocco considerevole allo stile del romanzo.

## Trama

### Introduzione
Poirot viene chiamato ad investigare, dal sovrintendente Spence, su un delitto per il quale è stato già trovato, e condannato, il colpevole. Il poliziotto non è convinto che la persona condannata sia il vero assassino. Partendo dalle supposizioni del sovrintendente, e basandosi sull'indizio di una boccetta d'inchiostro, Poirot capirà che l'assassino non è la persona in carcere. Investigando nel paese in cui è avvenuto il delitto, e interrogando le persone che erano in rapporti con l'uccisa, riuscirà a sbrogliare l'intricato mistero.

### Trama
La signora McGinty è stata uccisa con un colpo alla testa sferrato con un'arma non identificata. Dell'assassinio è stato accusato James Bentley che adesso si trova in carcere in attesa di essere giustiziato. Poirot, però, scopre che la vittima aveva comprato, poco prima della morte, una boccetta di inchiostro, e quindi doveva avere una ragione per scrivere delle lettere, dato che non lo faceva mai. Esaminando poi gli averi della signora McGinty, l'investigatore vede che un paio di scarpe sono state avvolte con una pagina di un giornale domenicale, che era uscito la settimana in cui la donna era morta, che contiene un articolo riguardante la vita di quattro donne coinvolte in famosi omicidi del passato. Ben presto si scopre che la donna credeva di avere visto una delle foto, pubblicate nell'articolo, in casa di una famiglia del villaggio. Poirot e l'ispettore Spence riescono a restringere il campo delle quattro donne dell'articolo a due sole possibilità.
La signora McGinty, ipotizzando, potrebbe aver visto la fotografia di Lily Gamboll, che aveva commesso un omicidio da ragazzina, o di Eva Kane, che era stata la causa scatenante per cui un uomo aveva ucciso la moglie e l'aveva seppellita in cantina, e che pare abbia avuto una figlia, di nome Evelyn Hope.
Poirot scopre che l'arma del delitto si trova a Long Meadows, accessibile a tutti. In un tentativo di far commettere un passo falso all'assassina, l'investigatore fa credere di sapere molto più di quello che sa in realtà, ma, dopo che qualcuno cerca di spingerlo sotto un treno, decide di cambiare tattica. Poirot mostra le due fotografie ad una festa a cui partecipano molte delle persone sospette, e la signora Upward reagisce, o almeno così pare, davanti alla foto di Lily Gamboll, però dice di non ricordare dove l'ha già vista.
Ariadne Oliver arriva nel villaggio per collaborare con Robin Upward alla scrittura di un'opera teatrale basata sul protagonista dei suoi libri, l'investigatore svedese Sven Hjerson. Una sera, dopo che i due sono tornati da teatro, trovano il corpo della signora Upward, che è stata strangolata. La donna ha bevuto del caffè con l'assassina, e sulla tazzina sono rimaste delle tracce di rossetto, il che porta la polizia a sospettare di tre donne - Eve Carpenter, Maureen Summerhayes e Shelagh Rendell - che erano state invitate dalla signora Upward ad andare a trovarla, in momenti diversi. Solo Maureen ammette di esserci andata, ma di aver trovato la casa tutta buia e, quindi, di essere tornata via senza aver visto il cadavere.
Poirot sembra in difficoltà, e decide di concentrarsi su chi avrebbe potuto tenere una di quelle fotografie. La vanità non sembra probabile (nessuna delle foto ritrae una giovane ed attraente ragazza), ma amore o odio potrebbero essere validi motivi. Quando Poirot scopre la fotografia a Long Meadows, ha il pezzo finale del puzzle.
Poirot accusa per prima Eve Carpenter, e poi Maureen Summerhayes. La fotografia, con la scritta sul retro “Mia madre”, è stata trovata in casa di quest'ultima, ma l'investigatore sa che chi ce l'ha messa è Robin Upward.
Robin è in realtà il figlio di Eva Kane: Evelyn era il nome di un maschietto, non di una bambina. Dopo essere stato adottato dalla signora Upward, Robin aveva capito che qualunque scandalo avrebbe rovinato la sua nuova ed ottima posizione sociale, quindi dopo aver scoperto che la signora McGinty sapeva della fotografia, è stato costretto ad ucciderla. La donna, però, credeva che Eva Kane fosse la signora Upward, dato che non sapeva che Robin era stato adottato; aveva accennato la cosa a James Bentley.
Quando Poirot ha mostrato le fotografie alla festa, la signora Upward ha riconosciuto quella di Eva Kane, però ha fatto credere a Poirot di avere reagito guardandone un'altra, per non insospettirlo. La donna sperava di potersi confrontare con Robin, ma anticipandola il ragazzo aveva invitato tre donne a casa della madre quella sera. Robin ha ucciso la signora Upward, creato delle finte tracce per far credere che l'assassino fosse una donna, ed ha predisposto la scoperta del cadavere al momento in cui lui e la signora Oliver sarebbero tornati da teatro. Dopo aver capito che le false impronte di rossetto e il profumo non avevano portato a nessun esito, ha fatto la mossa disperata di mettere la fotografia in casa di Maureen, ma è stato scoperto.
Alla fine del libro vengono svelati altri segreti: Eve Carpenter ha avuto un sordido passato che vorrebbe cancellare. Maude Williams, la donna bionda vista da Edna a casa Upward, è la figlia dell'uomo infatuato di Eva Kane che ha ucciso la moglie per lei che (dando per vera la storia che la signora Upward fosse la Kane) era andata alla sua casa per ucciderla. Una volta là però la ragazza ha visto che la donna era già stata uccisa e per questo è fuggita via.
Ancora più sinistro è il dottor Rendell, che si crede abbia ucciso la sua prima moglie. Sia lui che sua moglie credevano che Poirot fosse arrivato nel villaggio per loro, per questo l'investigatore crede che sia stato il dottore a cercare di buttarlo sotto il treno.

## Personaggi
- Hercule Poirot, famoso investigatore presente anche in romanzi precedenti
- Ariadne Oliver, scrittrice di libri gialli
- James Bentley, accusato di omicidio
- Bessie Burch, nipote della vittima
- Joe Burch, marito di Bessie
- Guy Carpenter, associato di uno studio d'ingegneria
- Eve Carpenter, moglie di Guy
- Deirdre Henderson, una ragazza semplice
- Pamela Horsefall, redattrice del Sunday Comet
- Coniugi Rendell, lui medico lei donna timorosa
- Maggiore Summerhayes, signorotto del luogo e proprietario di una pensione
- Maureen Summerhayes, moglie del Maggiore
- Laura Upward, anziana e volitiva signora
- Robin Upward, figlio di Laura e commediografo
- Signora Wetherby, madre di Deirdre
- Signor Wetherby, patrigno di Deirdre
- Sovrintendente Spence, della polizia di Kilchester
- Maude Williams, impiegata di un'agenzia immobiliare

## Collegamenti
Nel romanzo ritorna per la seconda volta il personaggio della scrittrice di romanzi gialli che ripropone alcuni aspetti della stessa Christie, Ariadne Oliver, che aveva esordito in Carte in tavola (avventura ricordata nel testo). Ritornano inoltre altri personaggi già visti come il sovrintendente Battle e il sovrintendente Spence (apparso per la prima volta in Alla deriva, che poi comparirà anche in Poirot e la strage degli innocenti e in Gli elefanti hanno buona memoria, in entrambi al fianco di Poirot e della Oliver).
I commenti che la Christie esprime per bocca del suo alter ego sono veementi e diretti. Infatti, attraverso i battibecchi con Robin Upward con Ariadne, critica aspramente i commediografi che lavorano sui suoi romanzi per farne riduzioni teatrali, che, nella vita reale, aveva trovato sempre inadeguate. Inoltre dietro a quanto dice Ariadne Oliver del suo personaggio ricorrente si può leggere una certa insofferenza della scrittrice nei confronti di Poirot. 
Fra le citazioni, di cui spesso si avvale l'autrice, si può ricordare il nome Evelyn Hope è tratto dal titolo di un'opera di Robert Browning.
Dal romanzo è stato molto liberamente tratto il film del 1964 Assassinio sul palcoscenico che ha per protagonista Miss Marple, invece della coppia Poirot/Ariadne Oliver.

## Edizioni italiane
- Fermate il boia, Collana I Gialli Mondadori n.225, Milano, Arnoldo Mondadori Editore, 23 maggio 1953. - Collana I Classici del Giallo Mondadori n.29, 5 marzo 1968.
- Fermate il boia, traduzione di Sem Schlumper, Prefazione e postfazione di Julian Symons, Collana Oscar n.1076 (Oscar Gialli n.24), Milano, Mondadori, 1978. - Collana Oscar Narrativa n.1517, Milano, Mondadori, 1996, ISBN 978-88-044-1562-6; Collana Oscar Gialli, Mondadori, 2019, ISBN 978-88-047-1272-5.
- Fermate il boia, traduzione di Grazia Maria Griffini, I Classici del Giallo Mondadori n.548, Milano, Mondadori, gennaio 1988. - Edizione illustrata e annotata, Collezione Agatha Christie, Milano, CDE, 1994; I Classici del Giallo Mondadori n.1042, gennaio 2005; Collana Agatha Christie n.1, Milano, RCS Quotidiani, 2011, 2021.